# Superman Desencadenado
Superman Unchained es una serie ficticia de DC Comics, basada en Superman. Está escrita por Scott Snyder y dibujada por Jim Lee. La serie fue anunciada por primera vez en la Comic Con de Nueva York el 11 de octubre de 2012. Superman Unchained tiene lugar en el Universo DC, como parte de The New 52. La serie fue lanzada en junio de 2013.

## Historia
Un nuevo título de Superman era rumoreado por Rich Johnston. Johnston especulaba que una serie titulada El Hombre de Acero, escrita por Scott Snyder y dibujada por Jim Lee, sería lanzada en 2013, para coincidir con la película del mismo nombre. 
DC Comics más tarde anunció una nueva serie de Superman en la Comic Con de Nueva York el 11 de octubre de 2012, para ser escrita por Scott Snyder con el arte de Jim Lee. Hasta este punto, el título de la nueva serie no había sido anunciado.
El 4 de marzo de 2013, se anunció el título oficial de la serie, Superman Unchained. Para celebrar el 75 aniversario de Superman, la serie que sería lanzada el 12 de junio de 2013, dos días antes del estreno del hombre de acero. La serie también contaría con una historia complementaria, escrita por Scott Snyder e ilustrada por Dustin Nguyen. 
Snyder ha señalado que la serie, como "Court of Owls" de Batman, se basa en que Superman desencadenara sus poderes. Al explicar sus ideas hacia Superman Unchained:
"Traté de tomar todos los puntos fuertes de Superman y los convertí en sus puntos débiles, convirtiéndolos en un desafió para él. Hay cosas nuevas y van a sorprender, tiene todos los momentos icónicos que te gustarían, pero sigue siendo el clásico Superman a pesar de que es fresco y diferente ".
-Scott Snyder.
Como parte de la celebración del aniversario 75 º, Superman Unchained # 1 (agosto de 2013) se entrega con 8 adicionales portadas variantes, cada uno dibujado en el estilo de una época distinta del cómic. Superman Unchained # 2 (septiembre de 2013) y Superman Unchained # 3 (octubre de 2013) también incluye múltiples variantes de las eras pasadas del cómic.
El primer número incluye un póster de tamaño doble plegable, encajaba como una página real de la historia. 
La serie fue creada para concluir en abril de 2014 con la edición # 9, sin embargo, a raíz de los retrasos en la publicación, se anunció que las ediciones # 8 y # 9 serían cancelados y se volverían a publicar en una fecha posterior.

## Argumento
El prólogo de la primera edición se lleva a cabo durante el bombardeo atómico de Nagasaki; la bomba lanzada en ese lugar en realidad fue un sobrehumano empleado por el Ejército de los EE. UU.
Superman detiene 7 satélites que iban a chocar en la tierra, dejando que un octavo golpeara una base militar abandonada. Superman sospecha inicialmente que los lanzó Lex Luthor. Cuando Clark Kent redacta un artículo sobre el evento, Lois Lane le informa que los 8 satélites, no sólo 7, fueron detenidos. Superman investiga el sitio de impacto del octavo satélite, y se da cuenta de que un superhombre parecer había corregido la trayectoria del satélite. Después, un submarino había disparado torpedos a Superman, el General Lane revela estar trabajando en una instalación militar secreta, que alberga un sobrehumano que había estado al servicio de los Estados Unidos por casi 75 años. 
En el segundo número, Superman se encuentra en Dubái, Emiratos Árabes Unidos, para combatir una máquina de construcción que ha sido manipulado por el grupo terrorista "Ascensión". Con el fin de detener al Burj Khalifa de caer, Superman crea un torbellino de agua y lo congela por debajo del rascacielos antes de que pueda colapsar. Superman se dirige a la Baticueva, donde Bruce Wayne está probando un nuevo traje que se puede combinar con el entorno para hacer que él no sea detectado por Kal-El. Después de estudiar un pedazo del octavo satélite, Batman ha determinado que otro ser con un poco más de fuerza que Superman era responsable de detener su impacto. Clark Kent llama a Lois Lane y cuestiona sobre el paradero de su padre. Lois menciona que su mensaje ha sido enviado desde Utah. Una vez en Utah, Superman enfrenta al general Lane, quien ha estado anticipando su llegada. Superman exige saber más acerca del sobrehumano, que es llamado Wraith. Los hombres del general Lane abren fuego contra él, entonces Wraith irrumpe desde el suelo, indicando que él ha estado esperando mucho tiempo para hacer frente a Superman. Mientras que Superman estaba en camino a Utah, el avión de Lois es atacado por Ascensión y lo obligó a aterrizar. En el PMA, una prisión de alta seguridad en las costas de Metropolis, Lex Luthor construye un meca-traje de varias piezas de una maqueta y se escapa.
En la tercera edición, Superman lucha con Wraith pero es sometido por él. Wraith termina la lucha para contarle quién es a Superman, mientras que el avión de Lois se estrella en el océano. El General Lane y Wraith le muestran a Superman "la máquina", un centro de investigación dedicado a la comprensión y aplicación de la tecnología de la ecuación que Wraith les había traído en los últimos años. El General Lane envía a Superman y Wraith para detener un ataque de Ascensión en Tokio. Wraith está emocionado de trabajar por fin junto a Superman, mientras que el avión de Lois es recuperado por un misterioso personaje que utiliza un cristal. Superman y Wraith llegan al ataque, pero no antes Wraith le dice a Superman que pronto tendrá que matarlo. Lex Luthor captura Jimmy Olsen diciéndole que ya que él es amigo de Superman por qué no ser el suyo también.
En la cuarta edición, Lex Luthor le dice al secuestrado Jimmy Olsen que él sabe cómo Superman va a morir. Superman y Wraith continúan luchando contra los robots de Ascensión. Superman es golpeado durante la pelea y comienza a sangrar, Wraith le dice que los robots fueron diseñados por los rusos para un propósito, matar a Superman. Lois Lane ayuda al hombre con el cristal. El hombre le da a Lois el cristal y le dice que Superman no vivirá mucho más tiempo. Wraith y Superman se encuentran con un vídeo de Ascensión diciendo que Superman morirá aquí, donde comenzó la gran mentira. Superman y Wraith siguen luchando, ya que tienen un plan para detenerlos. Perry White llama a Clark diciendo que Jimmy ha desaparecido y el avión de Lois se había estrellado. Lois y el hombre misterioso se escapan de los guardias de Ascensión, pero como el hombre muere tras salvar a Lois de un accidente de coche, él le da el cristal pero ella es capturada por Ascensión. Lex le dice a Jimmy que la muerte de Superman se llevará a cabo por el propio Jimmy Olsen. Lois se despierta en una habitación donde un holograma de Ascensión le dice a Lois que tienen el mismo padre, el General Lane.

## Recepción
La recepción para el lanzamiento de la historia fue muy positiva. IGN le dio al primer número un 8,9 sobre 10, diciendo que el evento era "la historia más entretenida de Superman de todos los tiempos." Además, alabaron que la historia contiene elementos de The New 52, en lugar de alejarse de ellos. Comic Book Resources le dio al primer número 4.5 de 5 estrellas, diciendo que: "CC ha encontrado a los creadores adecuados para hacer que Superman sea grande otra vez ". Newsarama le dio al primer número un 7 sobre 10, diciendo que no fue suficiente para despertar la curiosidad por parte del lector, pero la historia "parecía carecer del mismo 'punch' de otras historias", que Snyder ha hecho recientemente.
Las ventas del cómic fueron fuertes, superando las listas de ventas durante los primeros tres meses de su publicación.